# Carate Urio
Carate Urio (Caraa e Üri in dialetto comasco, AFI: /kaˈraː/ e /ˈyri/) è un comune italiano di 1 101 abitanti della provincia di Como in Lombardia.

## Geografia fisica
Il territorio comunale di Carate Urio, localizzato sulla sponda più occidentale del Lago di Como, si estende fino alle pendici meridionali dei monti Comana e Colmegnone, caratterizzati dalla presenza di boschi in cui si trovano robinie, noccioli, castagni, faggi, ontani e betulle.

## Origini del nome
Secondo alcuni studi, il toponimo "Carate" sarebbe di origine celtica, significa "luogo della pietra" e sarebbe da attribuire alla presenza, nel territorio, delle cave di sasso di Moltrasio, usato fin dall'antichità per finalità edilizie.
Per il toponimo "Urio" sono invece state formulate due ipotesi, una legata alla popolazione degli Orobi e l'altra al termine greco ὅρος (oros), cioè "monte".

## Storia
La comunità cristiana si sviluppò compatta sin dal X secolo d.C., periodo al quale si possono far risalire le prime chiese sorte sul territorio. Il ritrovamento di tombe galliche e lapidi romane testimoniano un'origine antica.
Il comune di Carate Urio venne creato nel 1927 dalla fusione dei comuni di Carate Lario e Urio.
Come gran parte dei comuni limitrofi, il 27 luglio 2021 anche il paese di Carate Urio fu colpito da un'alluvione, durante la quale si registrò il crollo di un ponte presso la frazione di Cavadino.

### Storia di Carate prima dell'unione comunale
A partire da almeno il 1510 e fino al XVII secolo Carate non era una comunità a sé stante bensì era accorpata al comune di Laglio, che faceva parte della pieve di Nesso del Ducato di Milano.
Nel 1647 Carate divenne feudo della famiglia di Francesco Gallio duca D'Alvito, che vi manteneva i diritti feudali ancora nella seconda metà del XVIII secolo, quando il comune di Carate risultava anche comprendere i cassinaggi "Cassina Somajna" e "Cassina Restresio".
Una nuova aggregazione con Laglio fu sancita da un decreto napoleonico datato 1807. La decisione fu tuttavia abrogata con la Restaurazione, che comportò una ricostituzione del comune di Carate all'interno della provincia di Como del Regno lombardo-veneto da parte degli austro-ungarici.
Quando nel 1859 le province della Lombardia furono temporaneamente annesse al Regno di Sardegna, il comune aveva la denominazione di "Carate Lario". Fino all'unione con Urio del 1927, Carate Lario seguì le vicende del resto della provincia di Como.

### Storia di Urio prima dell'unione comunale
Nel 1731 Urio fu concesso in feudo alla casata dei Della Porta. Sotto Napoleone Bonaparte divenne temporaneamente frazione di Moltrasio.

### Simboli
Lo stemma di Carate Urio è stato concesso con regio decreto del 3 maggio 1929.
(R.D. del 3 maggio 1929)
Lo scudo è diviso in due per rappresentare le due località che in passato furono feudo dei Gallio e dei Della Porta. Il leone della famiglia Gallio è posto nella parte superiore rossa, accompagnato da tre quadrati che fanno riferimento all'ipotesi secondo cui il nome Carate deriverebbe da quadra, un'antica suddivisione amministrativo-giuridica.
Nella seconda partizione, accanto al simbolo dei Della Porta, sono poste delle fiamme, riferimento all'origine del nome Urio dal verbo latino uro ("bruciare").

## Monumenti e luoghi d'interesse

### Architetture religiose

#### Chiesa dei Santi Quirico e Giulitta a Urio

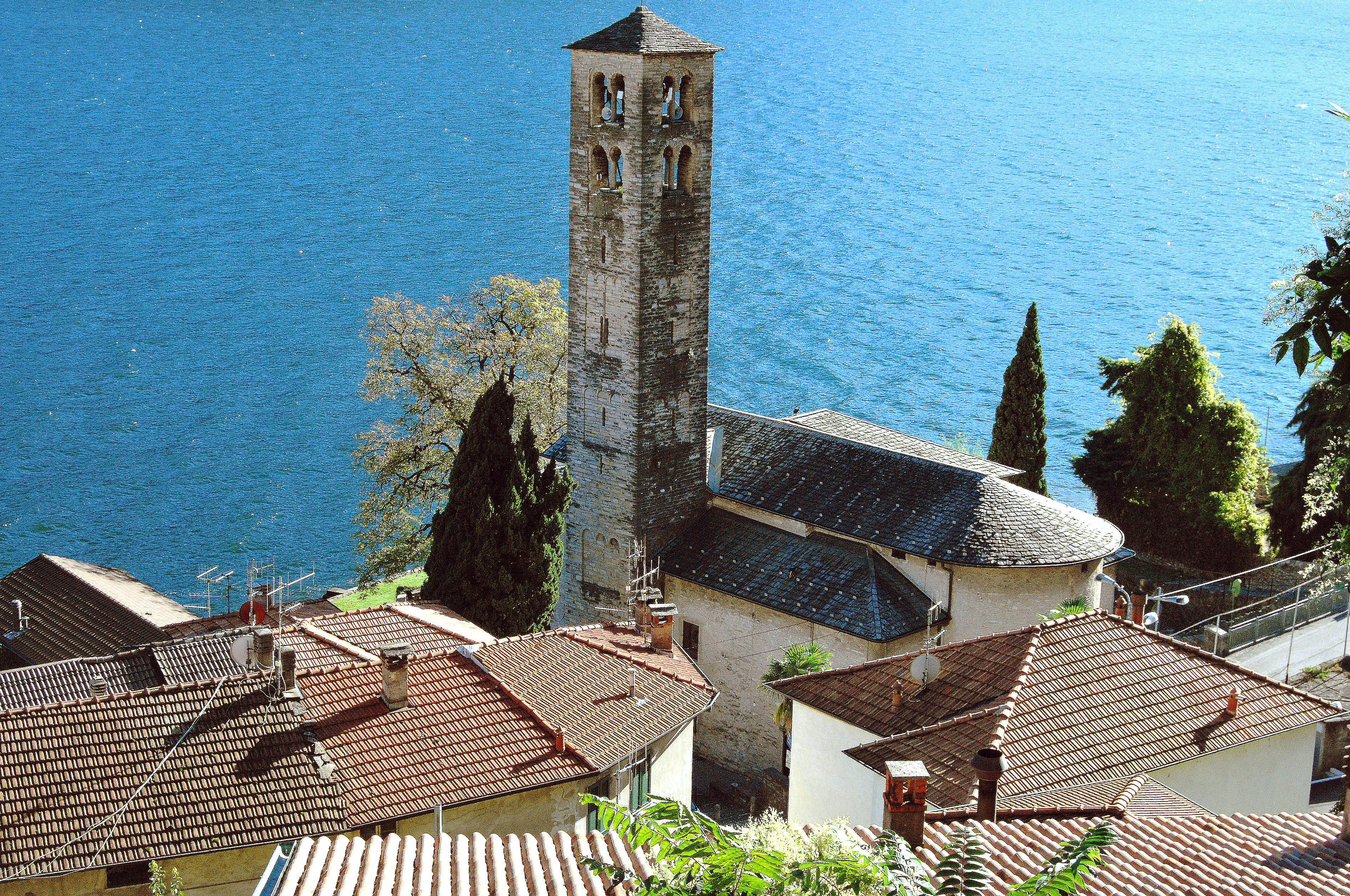
Chiesa dei santi Quirico e Giulitta

La Chiesa dei Santi Quirico e Giulitta fu ricostruita nel 1865 da un originale romanico del XII secolo. Dai documenti della visita pastorale del Vescovo Ninguarda, si evince come nel 1592 la chiesa fosse orientata al contrario dell'attuale e avesse due campanili e un sagrato ombreggiato da platani. In seguito ai rifacimenti, la chiesa assunse un aspetto rinascimentale e fu dotata di un'abside barocca rivolta verso occidente. Un campanile fu asportato dall'esondazione del torrente sottostante finendo nel lago. Il superstite, ristrutturato, ha mantenuto i due ordini di bifore sormontate da arco di scarico. L'interno, a navata unica e cappelle laterali, racchiude dipinti soprattutto rinascimentali e due tavole, una coi SS. Rocco e Domenico e l'altra dedicata all'Assunta. Tra le tele del '500 e '600 conservate nella chiesa, si trovano inoltre una rappresentazione dell'Immacolata, di iconografia morazzoniana, e una Crocefissione attribuita a Bartolomeo Montagna.

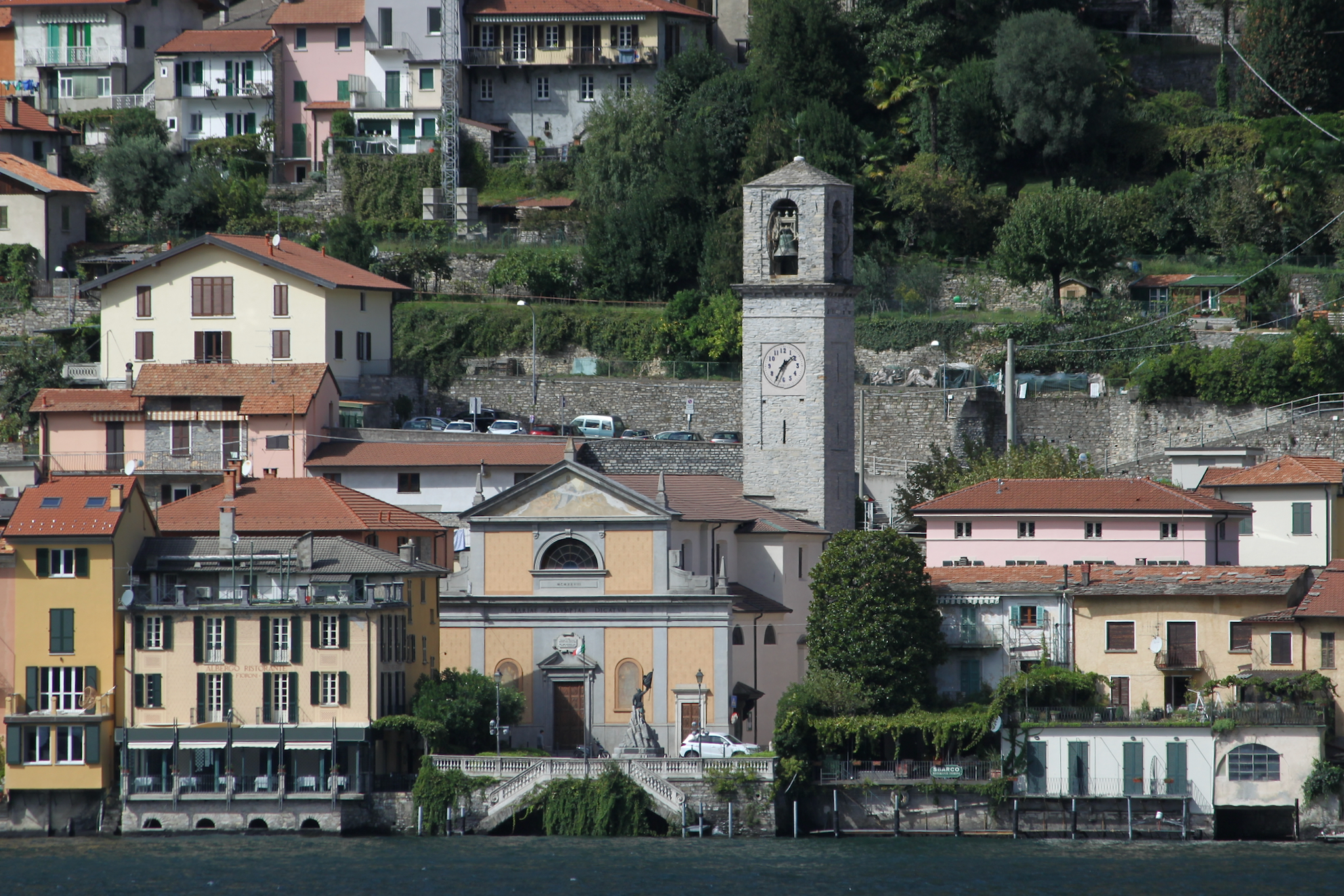
Chiesa dei Santi Giacomo e Filippo

#### Chiesa dei Santi Giacomo e Filippo a Carate
La chiesa dei Santi Giacomo e Filippo, elevata alla dignità di parrocchiale 1537, presenta un interno barocco mosso da stucchi, freschi, scagliole e tele (notevole quella dedicata ai santi titolari nel presbiterio).

#### Chiesa di Santa Marta

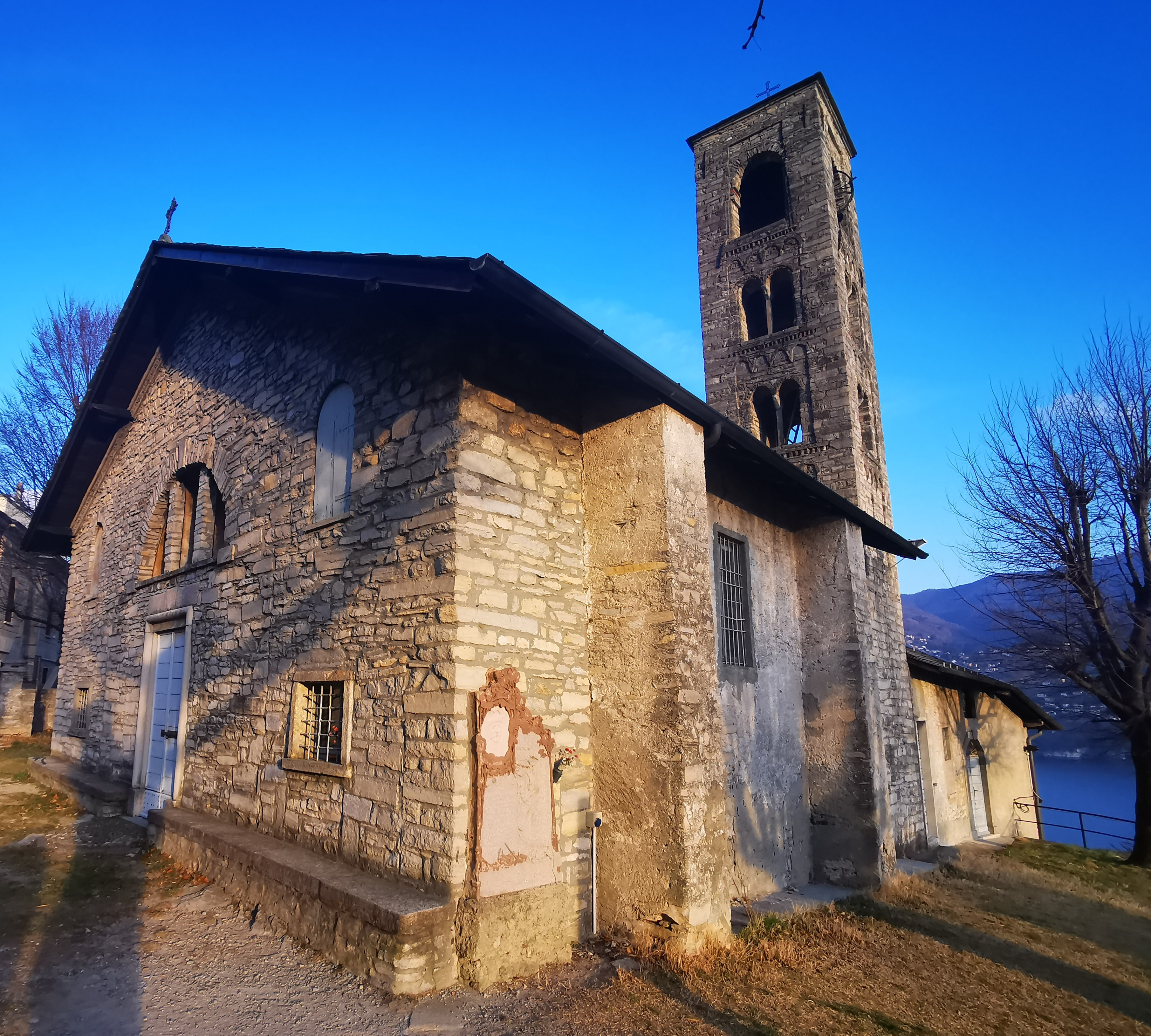
Chiesa di Santa Marta

In località Santa Marta si trova l'omonima chiesa, raggiungibile grazie ad una gradinata affiancata dalle 14 cappelle della Via Crucis realizzate nel 1752 e restaurate attorno agli anni Duemila. In principio dedicata ai Santi Nazaro e Celso, originariamente la chiesa si limitava alla navata centrale e a parte del campanile. Fondata nel 1000 e consacrata nel 1095 dal papa Urbano II, nel corso del tempo la struttura subì manomissioni e ripristini che la portarono ad avere l'aspetto attuale, vale a dire, un edificio a tre navate provviste di locali accessori. Della costruzione romanica originale, oggi sopravvive solamente la torre campanaria.
Entrando, ci si presentano numerose opere d'arte, per lo più affreschi del XIII-XV secolo. Sull'altare maggiore è riposta una pala della Madonna col bambino fra i Santi. Questa chiesa è visitabile solo nei giorni 28 e 29 luglio. Dal sagrato della chiesa, vista aperta sul primo bacino del lago e sui monti.

#### Santuario della Santissima Trinità

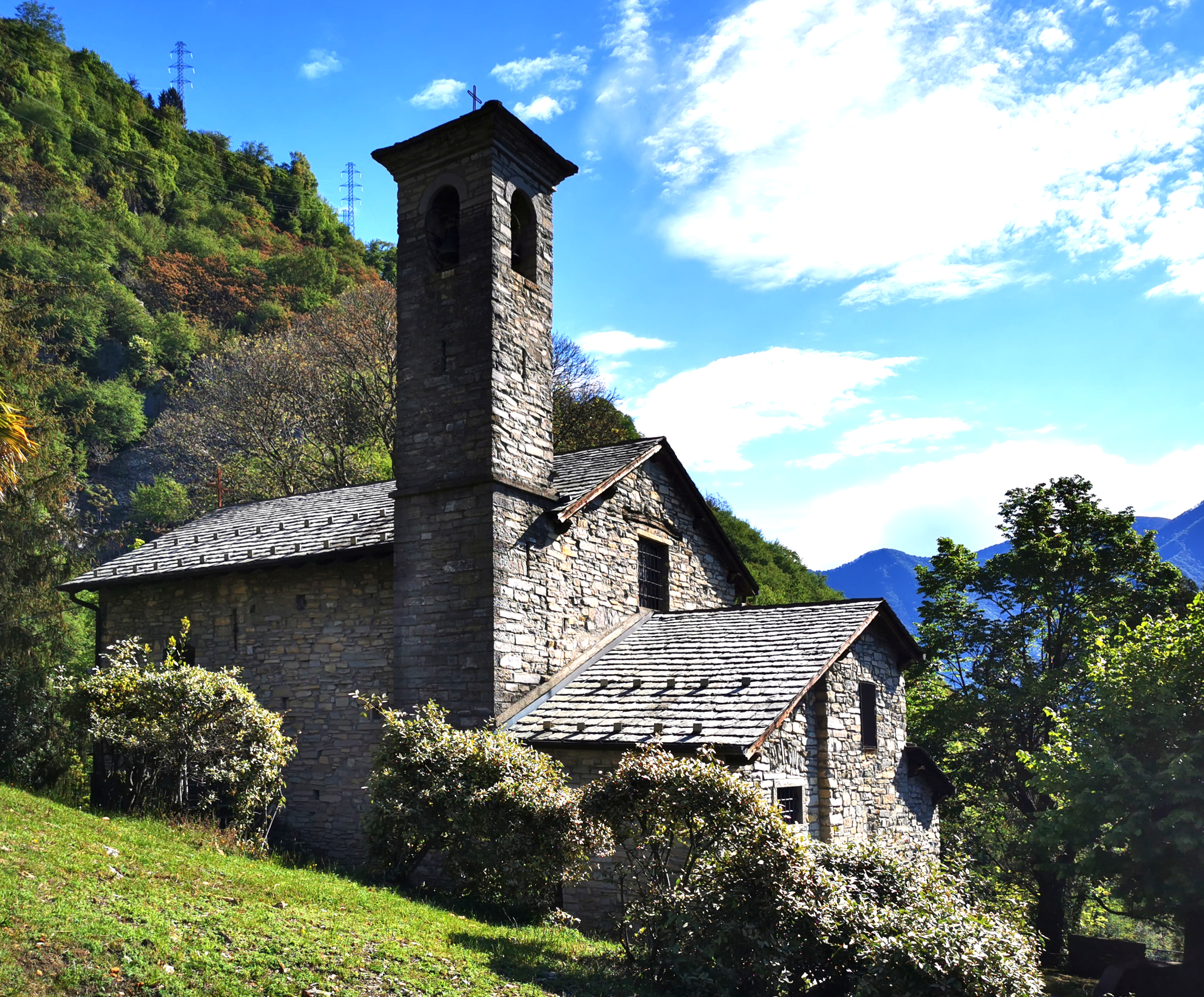
Santuario della Santissima Trinità

L'omonima via della frazione di Cavadino conduce al Santuario di Pobiano, la cui storia è legata a un affresco della Santissima Trinità ivi conservato. Sul finire del XVI secolo, Cavadino fu meta di immigrazione dalle altre zone del paese che vennero temporaneamente abbandonate, probabilmente a causa della peste del 1577. In questo periodo si assistette al crollo di una cappella, che cadde lasciando tuttavia integro il muro recante l’affresco. Verso la metà del Seicento la popolazione decise di erigere una piccola chiesa per custodire l’affresco, ritenuto miracoloso, a cui dedicarono la chiesa stessa.

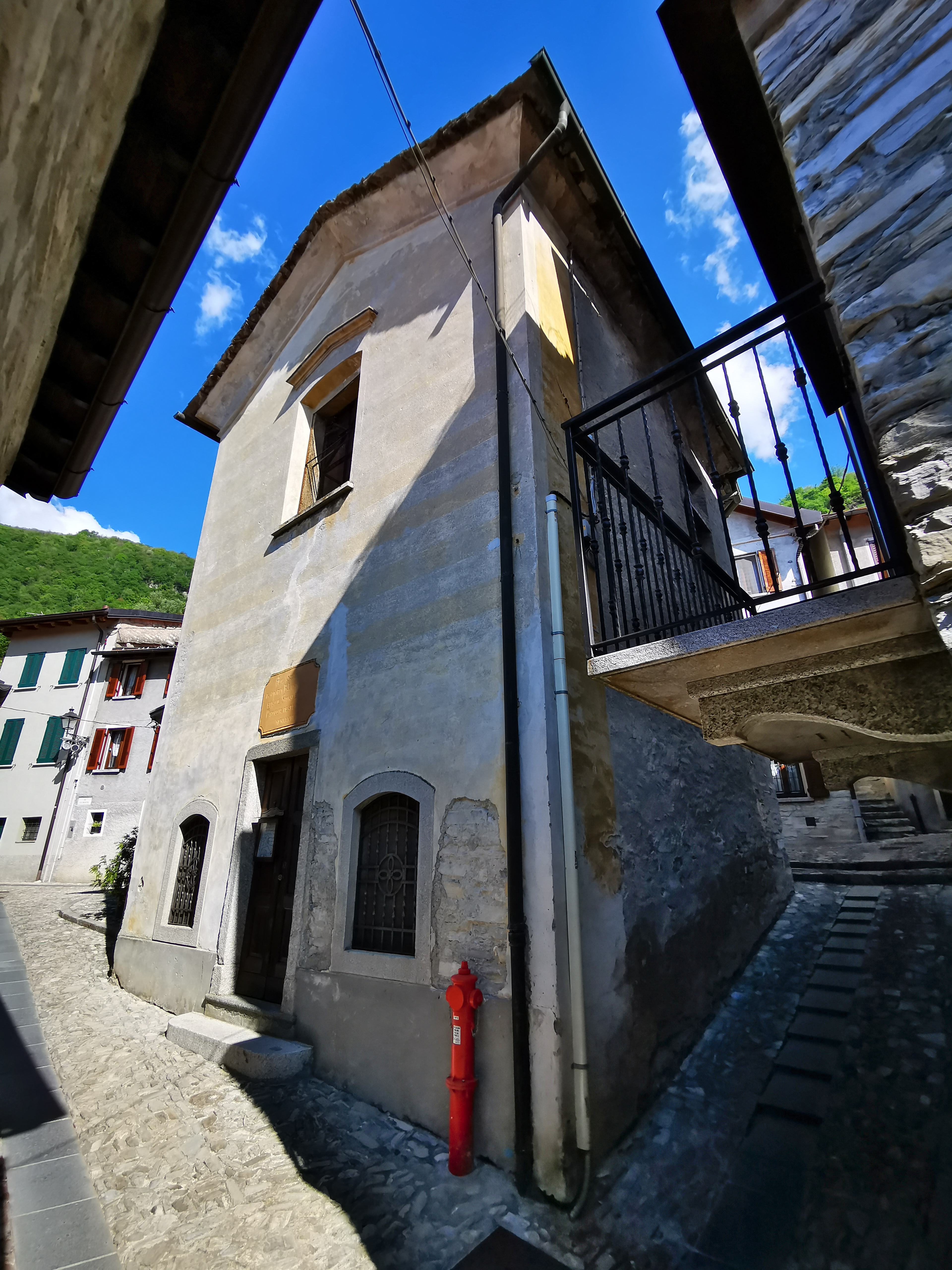
Chiesa della Natività

#### Altro
- Chiesa della Natività,[28] in località Cavadino
- Chiesa di San Giuseppe[29]
- Oratorio di San Rocco[30]

### Architetture civili

#### Castello di Urio
Il Castello di Urio è un'antica residenza nobiliare realizzata a cavallo tra il Seicento e il Settecento, fatta costruire dai Della Porta forse sulle rovine di una preesistente fortificazione. Al Settecento risale anche il giardino all'italiana che orna il terrazzamento davanti alla villa. Tra gli ospiti della villa, nel 1709 ci sarebbe stato Georg Friedrich Händel.
Nel corso del tempo, l'edificio cambiò più volte proprietà.

Dopo essere passato nelle mani dei Castelbarco prima e in quelle dei Dupuy poi, agli inizi dell’Ottocento fu la volta dei Melzi d'Eril, che attribuirono alla costruzione la denominazione di "Castello", modificandone la facciata tramite l'aggiunta di merlature e di tre strutture sopralzate con funzione di torrette. Di queste strutture, sopravvive oggi solo l'alzata centrale. Alla famiglia Melzi si deve anche la realizzazione, nel vasto parco, della scalinata e del cavalcavia che, dall'edificio, portano alle rive del lago.

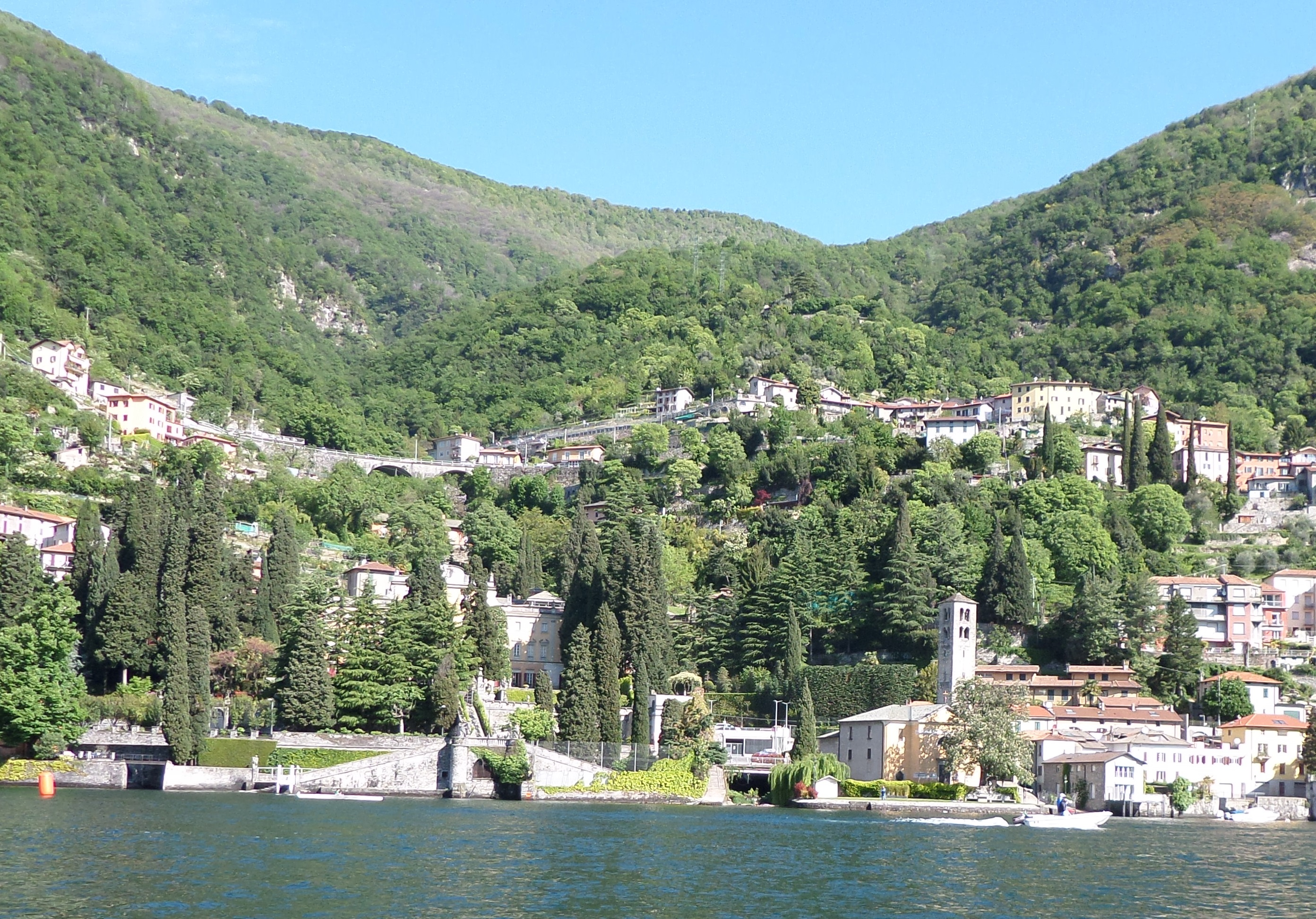
Veduta di Urio. Sulla sinistra, la scalinata del Castello di Urio

Nel corso del XIX secolo, la storia del castello s'intrecciò con alcune vicende di Casa Savoia, dapprima diventando proprietà di Maria Teresa d'Asburgo-Lorena, moglie di Carlo Alberto; quando poi la residenza passò nelle mani della famiglia Avogadro di Collobiano, i proprietari ospitarono per qualche tempo i novelli sposi Vittorio Emanuele II e Maria Adelaide d'Asburgo-Lorena per permettere un periodo di vicinanza ai genitori di lei, soggiornanti nella vicina Villa Pizzo.
Un ulteriore cambio di proprietà determinò una breve parentesi di trascuratezza dell'edificiò, a cui seguirono altri passaggi di mani caratterizzati da una serie di ristrutturazioni, dapprima con la famiglia Richard (1871) - proprietaria della Richard-Ginori - poi con la signora Maccrery e infine con il barone Langheim.
Quando poi quest'ultimo andò incontro a difficoltà economiche, il castello fu messo all'asta, diventando proprietà dell'Opus Dei dal 1955. Dall'estate 2024, il castello appartiene al gruppo LVMH.
Il castello si compone oggi di un primo blocco a base rettangolare di tre piani, nel centro del quale se ne innesta un secondo a quattro livelli. Nella facciata, scandita da lesene ioniche e dotata di un frontone a linee miste sormontato da una balaustra ornata da statue, il piano nobile è evidenziato dalla presenza di finestre provviste di timpani centinanti e spezzati alternati. La vista della facciata dal giardino è ostacolata da due magnolie ultracentenarie.
Altro
- Villa ai Cedri[37]
- Villa Italia[38]

## Società

### Evoluzione demografica
Demografia pre-unitaria
- 1771: 351 abitanti a Carate[39] e 384 a Urio[40]
- 1799: 381 abitanti a Carate[12] e 255 a Urio[15]
- 1805: 366 abitanti a Carate[12] e 264 a Urio[15]
- 1809: 312 abitanti a Carate (prima dell'aggregazione a Laglio)[12] e 287 a Urio (prima dell'aggregazione a Moltrasio)[15]
- 1853: 554 abitanti a Carate[13] e 277 a Urio[41]

Demografia post-unitariaAbitanti censiti

### Esplicative
1. ↑  Per il dialetto comasco, si utilizza l'ortografia ticinese, introdotta a partire dal 1969 dall'associazione culturale Famiglia Comasca nei vocabolari, nei documenti e nella produzione letteraria.

### Bibliografiche
1. 1 2   Bilancio demografico mensile anno 2025 (dati provvisori), su demo.istat.it, ISTAT.
2. ↑   Classificazione sismica (XLS), su rischi.protezionecivile.gov.it.
3. ↑   Tabella dei gradi/giorno dei Comuni italiani raggruppati per Regione e Provincia (PDF), in Legge 26 agosto 1993, n. 412, allegato A, Agenzia nazionale per le nuove tecnologie, l'energia e lo sviluppo economico sostenibile, 1º marzo 2011,  p. 151. URL consultato il 25 aprile 2012 (archiviato dall'url originale il 1º gennaio 2017).
4. ↑   AA. VV., Dizionario di toponomastica. Storia e significato dei nomi geografici italiani., Milano, Garzanti, 1996,  p. 140, ISBN 88-11-30500-4.
5. 1 2 3 4 5  Borghese, p. 135.
6. 1 2 3 4 5 6 7 8   Comune di Carate Urio (CO), su comune.carateurio.co.it. URL consultato il 26 marzo 2020.
7. ↑   Il sasso di Moltrasio, su taroni.net. URL consultato il 26 marzo 2020.
8. ↑  Regio Decreto 11 novembre 1927, n. 2201.
9. ↑   VIDEO Nuovi disastri maltempo. Carate Urio, crolla un ponte per la piena a Cavadino, su ComoZero, 27 luglio 2021. URL consultato il 28 luglio 2021.
10. ↑   Frana a Laglio e ponte crollato a Carate Urio: chiusa anche la Regina Vecchia, su QuiComo. URL consultato il 28 luglio 2021.
11. 1 2   Comune di Carate, sec. XVII - 1757 – Istituzioni storiche – Lombardia Beni Culturali, su lombardiabeniculturali.it. URL consultato il 29 aprile 2020.
12. 1 2 3 4   Comune di Carate, 1798 - 1809 – Istituzioni storiche – Lombardia Beni Culturali, su lombardiabeniculturali.it. URL consultato il 29 aprile 2020.
13. 1 2   Comune di Carate, 1816 - 1859 – Istituzioni storiche – Lombardia Beni Culturali, su lombardiabeniculturali.it. URL consultato il 29 aprile 2020.
14. 1 2   Comune di Carate Lario, 1859 - 1927 – Istituzioni storiche – Lombardia Beni Culturali, su lombardiabeniculturali.it. URL consultato il 29 aprile 2020.
15. 1 2 3 4   Comune di Urio, 1798 - 1809 – Istituzioni storiche – Lombardia Beni Culturali, su lombardiabeniculturali.it. URL consultato il 29 aprile 2020.
16. ↑   Carate Urio, decreto 1929-05-30 RD, concessione di stemma, su Archivio Centrale dello Stato. URL consultato il 17 agosto 2022.
17. ↑  Stemma della famiglia Gallio: troncato: nel 1° d'argento, al leone illeopardito al naturale, accostato da due rami fogliati di verde, incurvati e affrontati; nel 2° d'argento, a tre bande di rosso; il tutto abbassato sotto il capo dell'Impero.
18. ↑  Famiglia Della Porta: d'argento, alla porta aperta di due ante, di rosso, scalinata di due pezzi, dello stesso.
19. ↑   Carate Urio, su Stemmi dei Comuni della Provincia di Como.
20. ↑   Chiesa dei SS. Quirico e Giulitta - complesso, Via Regina vecchia - Carate Urio (CO) – Architetture – Lombardia Beni Culturali, su lombardiabeniculturali.it. URL consultato il 26 marzo 2020.
21. 1 2 3 4 5 6 7 8 9 10 11 12   RomaniCOMO, su romanicomo.it. URL consultato il 5 febbraio 2020 (archiviato dall'url originale il 2 aprile 2016).
22. 1 2 3 4 5 6 7  TCI, Guida d'Italia [...], p. 299.
23. ↑   Chiesa dei Santi Quirico e Giulitta - Carate Urio, su myLakeComo.co. URL consultato il 26 marzo 2020.
24. ↑   Chiesa dei SS. Giacomo e Filippo - complesso, Piazza Luigi Minoletti - Carate Urio (CO) – Architetture – Lombardia Beni Culturali, su lombardiabeniculturali.it. URL consultato il 26 marzo 2020.
25. ↑   Santuario di S. Marta - complesso, Via Santa Marta - Carate Urio (CO) – Architetture – Lombardia Beni Culturali, su lombardiabeniculturali.it. URL consultato il 26 marzo 2020.
26. ↑  Belloni et al., p. 138.
27. ↑   Santuario della Ss. Trinità, Via al Santuario - Carate Urio (CO) – Architetture – Lombardia Beni Culturali, su lombardiabeniculturali.it. URL consultato il 26 marzo 2020.
28. ↑   Chiesa della Natività, Via Cavadino - Carate Urio (CO) – Architetture – Lombardia Beni Culturali, su lombardiabeniculturali.it. URL consultato il 26 marzo 2020.
29. ↑   Chiesa di S. Giuseppe, Via Regina vecchia - Carate Urio (CO) – Architetture – Lombardia Beni Culturali, su lombardiabeniculturali.it. URL consultato il 26 marzo 2020.
30. ↑   Oratorio di S. Rocco, Via San Rocco - Carate Urio (CO) – Architetture – Lombardia Beni Culturali, su lombardiabeniculturali.it. URL consultato il 26 marzo 2020.
31. ↑   Castello di Urio - complesso, Via Pangino, 1 - Carate Urio (CO) – Architetture – Lombardia Beni Culturali, su lombardiabeniculturali.it. URL consultato il 26 marzo 2020.
32. ↑   Tutte le fortificazioni della provincia di Como in sintesi, Castelli della Lombardia, su mondimedievali.net. URL consultato il 17 aprile 2020.
33. 1 2 3 4 5 6 7 8   Comune di Carate Urio (CO), su comune.carateurio.co.it. URL consultato il 17 aprile 2020.
34. 1 2 3 4 5  Trabella, cap. 14.
35. 1 2 3 4  Belloni et al., p. 188.
36. 1 2 3   Redazione, Il colosso del lusso proprietario di 70 brand tra cui Dior, Bulgari e Vuitton ha comprato il castello sul Lago di Como: sarà un hotel da sogno, su ComoZero, 25 luglio 2024. URL consultato il 25 luglio 2024.
37. ↑   Villa ai Cedri, Via Regina - Carate Urio (CO) – Architetture – Lombardia Beni Culturali, su lombardiabeniculturali.it. URL consultato il 26 marzo 2020.
38. ↑   Villa Italia - complesso, Via Regina vecchia, 94 (P),96 - Carate Urio (CO) – Architetture – Lombardia Beni Culturali, su lombardiabeniculturali.it. URL consultato il 26 marzo 2020.
39. ↑   Comune di Carate, 1757 - 1797 – Istituzioni storiche – Lombardia Beni Culturali, su lombardiabeniculturali.it. URL consultato il 29 aprile 2020.
40. ↑   Comune di Urio, 1757 - 1797 – Istituzioni storiche – Lombardia Beni Culturali, su lombardiabeniculturali.it. URL consultato il 29 aprile 2020.
41. ↑   Comune di Urio, 1816 - 1859 – Istituzioni storiche – Lombardia Beni Culturali, su lombardiabeniculturali.it. URL consultato il 29 aprile 2020.
42. ↑  Dati tratti da:
  -  Popolazione residente dei comuni. Censimenti dal 1861 al 1991 (PDF), su ebiblio.istat.it, ISTAT.
  -  Popolazione residente per territorio - serie storica, su esploradati.censimentopopolazione.istat.it.
Nota bene: il dato del 2021 si riferisce al dato del censimento permanente al 31 dicembre di quell'anno.